# بوب فوستر
بوب فوستر (بالإنجليزية: Bob Foster) (مواليد 27 أبريل 1938 في تكساس - 21 نوفمبر 2015)، هو ملاكم أمريكي سابق صنّف ضمن فئة الوزن الثقيل. حقق بطولة رابطة الملاكمة العالمية وبطولة المجلس العالمي للملاكمة.

## إحصائيات
خاض خلال مسيرته 65 نزالا، فاز في 56 وتعادل في 1 وخسر في 8. فاز بالضربة القاضية في 46 نزالاً.

## روابط خارجية
- بوب فوستر على موقع بوكس ريك (الإنجليزية) (registration required)
- بوب فوستر على موقع قاعة نيو مكسيكو للمشاهير الرياضية (الإنجليزية)